# سد بیلی-بیلی
سد بیلی-بیلی (به لاتین: Bili-Bili Dam) یک سد در اندونزی است که در Makassar, Gowa Regency, South Sulawesi واقع شده‌است.